# Орти (Ређо ди Калабрија)
Орти је насеље у Италији у округу Ређо ди Калабрија, региону Калабрија.
Према процени из 2011. у насељу је живело 483 становника. Насеље се налази на надморској висини од 599 м.